# Зійбер Юрій Едуардович
Зі́йбер Ю́рій Едуа́рдович — солдат Збройних сил України.

## З життєпису
В мирний час проживає у Новобузькому районі. Призваний під час першої хвилі мобілізації, квітнем 2015 року демобілізований.

## Нагороди
За особисту мужність і героїзм, виявлені у захисті державного суверенітету та територіальної цілісності України, вірність військовій присязі під час російсько-української війни, відзначений — нагороджений
- 27 червня 2015 року — орденом «За мужність» III ступеня.